# Soul Cup
Soul Cup 是韓國的一家有機複合餐飲咖啡店，位於首爾特別市江東區城内洞 JYP娛樂公司大樓1樓，對外開放營業。咖啡店理念是提供以有機食材製作的各種飲品、點心及輕食。

## 裝潢及設施
Soul Cup 內設有幾張餐桌，約可容納約四十位客人。店內設置表演台，台上裝有大螢幕，長期播放 JYP歌手的音樂錄影帶。此外，店內牆上也展示著來自世界各地的藝術畫作。 還有內部人員專用的專屬通道，可直接進入 JYP大樓。 一般人只能由正門進入咖啡店。Soul Cup 店外放了半隻大型紅色咖啡杯的形象設計裝置。店外的行人路上設有小路牌，記載著營業時間。

## 售賣食物及飲品
Soul Cup 的理念是讓人享用有機、健康的食物，產品皆選用有機農作物。此外，使用環保咖啡杯，亦鼓勵再次光臨時重複使用咖啡杯。
Soul Cup 提供飲品有咖啡、茶飲和奶昔；另有冰淇淋、沙拉和湯等等。